# ELAVL3
ELAVL3 (англ. ELAV like RNA binding protein 3) – білок, який кодується однойменним геном, розташованим у людей на короткому плечі 19-ї хромосоми. Довжина поліпептидного ланцюга білка становить 367 амінокислот, а молекулярна маса — 39 547.
| 10         |  | 20         |  | 30         |  | 40         |  | 50         |
| ---------- |  | ---------- |  | ---------- |  | ---------- |  | ---------- |
| MVTQILGAME |  | SQVGGGPAGP |  | ALPNGPLLGT |  | NGATDDSKTN |  | LIVNYLPQNM |
| TQDEFKSLFG |  | SIGDIESCKL |  | VRDKITGQSL |  | GYGFVNYSDP |  | NDADKAINTL |
| NGLKLQTKTI |  | KVSYARPSSA |  | SIRDANLYVS |  | GLPKTMSQKE |  | MEQLFSQYGR |
| IITSRILVDQ |  | VTGVSRGVGF |  | IRFDKRIEAE |  | EAIKGLNGQK |  | PLGAAEPITV |
| KFANNPSQKT |  | GQALLTHLYQ |  | SSARRYAGPL |  | HHQTQRFRLD |  | NLLNMAYGVK |
| SPLSLIARFS |  | PIAIDGMSGL |  | AGVGLSGGAA |  | GAGWCIFVYN |  | LSPEADESVL |
| WQLFGPFGAV |  | TNVKVIRDFT |  | TNKCKGFGFV |  | TMTNYDEAAM |  | AIASLNGYRL |
| GERVLQVSFK |  | TSKQHKA    |  |            |  |            |  |            |

A: Аланін

C: Цистеїн

D: Аспарагінова кислота

E: Глутамінова кислота

F: Фенілаланін

G: Гліцин

H: Гістидин

I: Ізолейцин

K: Лізин

L: Лейцин

M: Метіонін

N: Аспарагін

P: Пролін

Q: Глутамін

R: Аргінін

S: Серин

T: Треонін

V: Валін

W: Триптофан

Кодований геном білок за функцією належить до білків розвитку. 
Задіяний у таких біологічних процесах, як диференціація клітин, нейрогенез, альтернативний сплайсинг. 
Білок має сайт для зв'язування з РНК. 